# C10H8N4
分子式C10H8N4（摩尔质量：184.2 g/mol）可以指：
- 偶氮吡啶
  - 2,2'-偶氮吡啶，CAS号：2633-01-4 
  - 4,4'-偶氮吡啶，CAS号：2632-99-7
- 5-氨基-1-苯基吡唑-4-甲腈，CAS号：5334-43-0
- Glu-P-2，CAS号：67730-10-3

|  | 这个同类索引页列出了具有相同分子式的化学物（即同分異構體）条目。 除非您是有意链接至本页，否则应将相应条目的内部链接指向正确的条目。 |